# أحاديات الفلقة
أُحادِيَّات الفِلْقة أو وَحِيدات الفِلْقة أو ذوات الفِلْقة الواحدة(الاسم العلمي Liliopsida)، طائفةٌ نباتية تتبع صف كاسيات البذور من شعيبة البذريات. تحتوي بذورها على ورقة جنينية واحدة أو ما يدعى الفِلْقة، وهي نباتات الحبوب: كالقمح، والشعير، والذرة، ونحوِها. وتصنف سائر النباتات المُزهِرة في ثنائيات الفِلْقة (Dicotyledon)، التي تَملِك ورقتين جنينيتين في بذورها.
يَشمَل هذا الصف أهم فصيلة نباتية، وهي الفصيلة النجيلية، التي تضم أهم محاصيل الحبوب[ ؟ ] في العالم، مثل: القمح والأرز والذرة والشعير والشوفان. وتضم فصائلَ كالنخيلية والزنبقية.
وطبقًا للاتحاد الدولي للحفاظ على الطبيعة، يوجد 59300 نوع[ ؟ ] من ذوات الفلقة الواحدة. وتعتبر السحلبيات (العائلة السحلبية) أكبر فصيلة في هذه المجموعة (وفي مجموعة النباتات المزهرة ككل) من حيث عدد الأنواع، حيث تزيد أنواعها على 20000 نوع. وفي مجال الزراعة، تأتي غالبية الكتلة الحيوية المنتجة من ذوات الفلقة الواحدة. وتعتبر الأعشاب الحقيقية من العائلة النجيلية (النجيليات)، وهي أهم فصائل هذه المجموعة من الناحية الاقتصادية. وتتضمن أحاديات الفلقة جميع الحبوب الصحيحة (الأرز[ ؟ ]، القمح، الذرة، وما إلى ذلك) وحشائش المراعي وقصب السكر والخيزران. وقد تطورت الحشائش الحقيقية لتصبح عاملًا متخصصًا للغاية في عملية التلقيح بواسطة الرياح. وتنتج الحشائش أزهارًا أكثر صغرًا، ويتم جمعها معًا في مجموعات شديدة الظهور تسمى (نورة النبات). ومن فصائل أحاديات الفلقة الأخرى التي تتميز بالأهمية الاقتصادية البالغة الفصيلة النخلية الفوفليات) والفصيلة الموزية (الموزيات) وفصيلة الزنجبيل (الزنجبيليات) وفصيلة البصل الثوميات، والتي تتضمن الخضروات المنتشرة في كل مكان مثل البصل والثوم.
وكثير أيضًا من النباتات التي تُزرع من أجل الحصول على براعمها تنتمي لمجموعة أحاديات الفلقة، خاصة الزنبقيات والنرجسيات والسوسنيات والأمارلسيات والسحلبيات والقنات والجريسات والخزاميات.

## الاسم والخصائص
اشتُق اسم «أحاديات الفلقة» من الاسم التقليدي النباتي «ذوات الفلقة الواحدة»، والذي تمت صياغته بناءً على الحقيقة التي تشير إلى أن معظم أعضاء هذه المجموعة بها الفلقة[ ؟ ] واحدة، أو ورقة جنينية في بذورها. وخلافًا لذلك، تتمتع ثنائيات الفلقة التقليدية بفلقتين اثنتين. ولا يعتبر عدد الفلقات من الناحية التشخيصية ذا فائدة على وجه التحديد (حيث توجد الفلقة فقط لفترة قصيرة جدًا من عمر النبات)، ولا يُعتمد عليه بشكل كامل لمعرفة الخصائص.
ومع ذلك، تعتبر أحاديات الفلقة مجموعة متميزة. فمن بين السمات الظاهرة أن الأزهار أحادية الفلقة تعتبر ثلاثية الأجزاء، حيث تنقسم أجزاء الأزهار إلى ثلاثة أجزاء أو مضاعفات من ثلاثيات تحتوي على ثلاث تويجيات أو ست أو تسع. وهذا بالإضافة إلى أن الكثير من أحاديات الفلقة لديها أوراق ذات ضلوع متوازية.

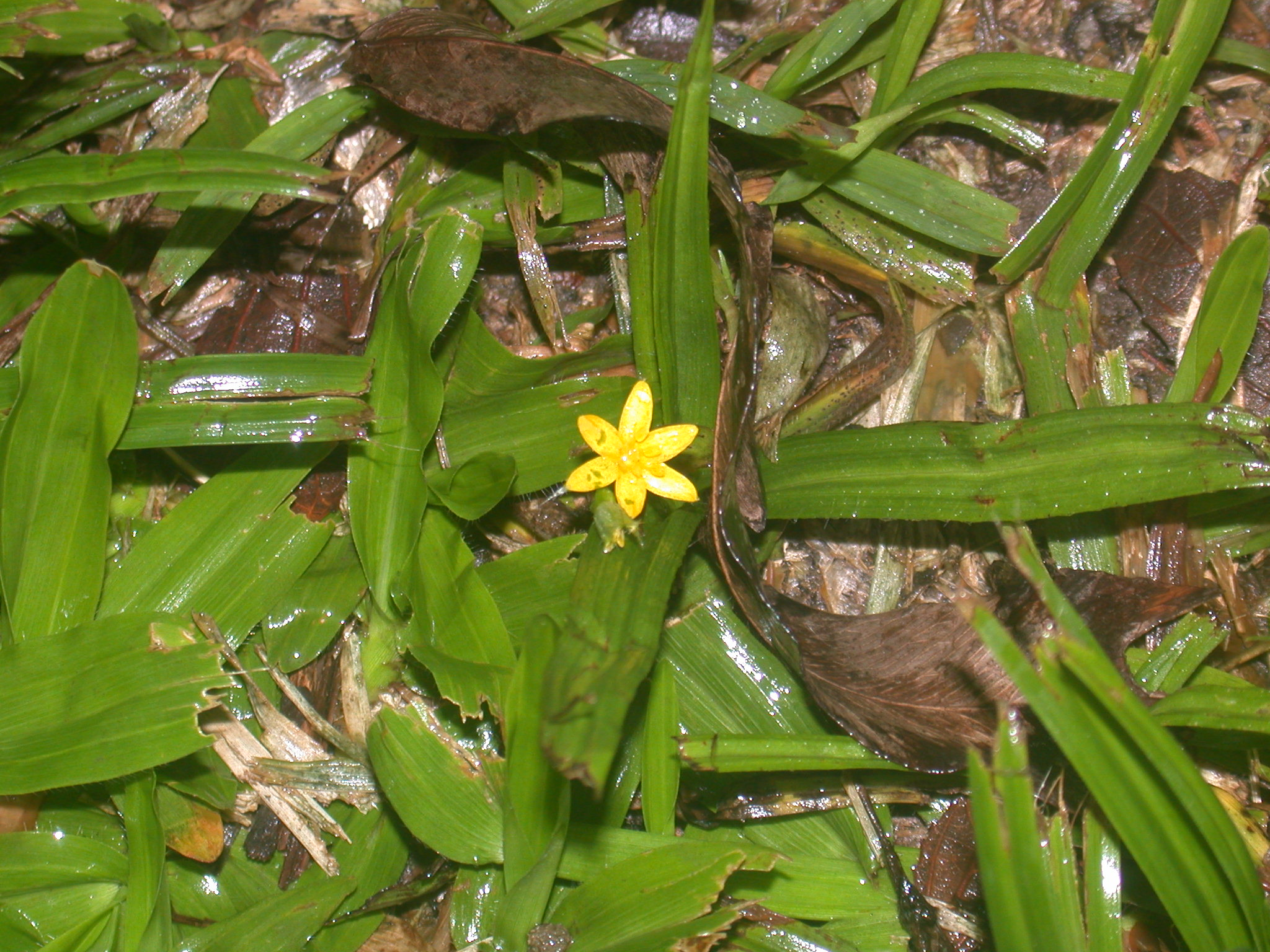
نجمة العشب المتدلية للأسفل (Hypoxis decumbens) إل. تحتوي على تويج أحادي الفلقة نموذجي وتعرق ورقي متوازٍ

## وصلات خارجية
- Tree of Life Web Project: Monocotyledons
- "Numbers of threatened species by major groups of organisms (1996–2004)". International Union for Conservation of Nature and Natural Resources. مؤرشف من الأصل في 2006-09-27. اطلع عليه بتاريخ 2006-12-15.
- Monocots Plant Life Forms